# Klara May

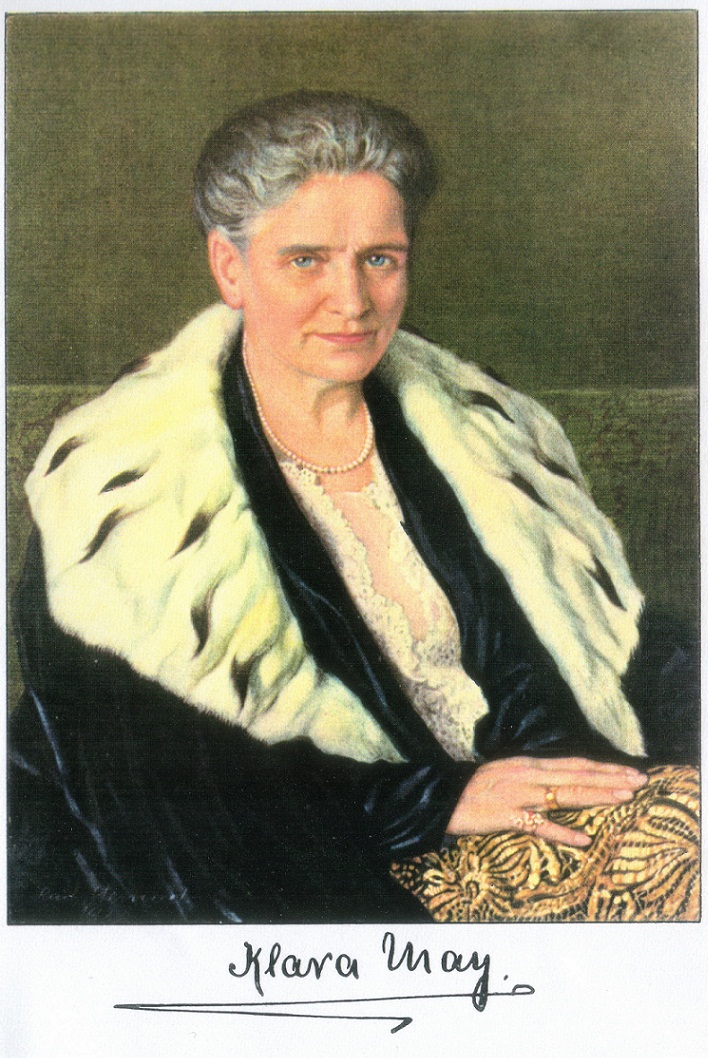
Rudolf Sternad: Porträt Klara May (vor 1928)

Klara May mit Ehemann Karl (re.) und Friedrich Eduard Bilz mit Ehefrau (li.) auf der Hochzeit der Bilztochter Gertrud, in der Mitte die Bilz-Schwiegertochter Albertine Virginia, 1907

Klara Auguste Wilhelmine May, geborene Klara Beibler, verwitwete Klara Plöhn (* 4. Juli 1864 in Dessau; † 31. Dezember 1944 in Radebeul) war die zweite Ehefrau des Schriftstellers Karl May und nach dessen Tod seine Universalerbin und Testamentsvollstreckerin.

## Leben und Wirken

### Die Zeit vor der Ehe mit Karl May
Sie war die Tochter von Johann Ludwig Heinrich Beibler (1789–1880) und Wilhelmine Beibler geb. Höhne. Zum Zeitpunkt ihrer Geburt war Johann Beibler schon 75 Jahre alt. Ihre Eltern heirateten nur wenige Wochen vor dem Geburtstermin am 19. April 1864. Der Geburtsort war das Amalienstift in Dessau, wo der Vater wohnte und angestellt war.
Über ihre Schulzeit und Ausbildung ist nichts bekannt. Ein von ihr selbst erwähnter Besuch einer höheren Mädchenschule in Dessau ist nicht nachweisbar.

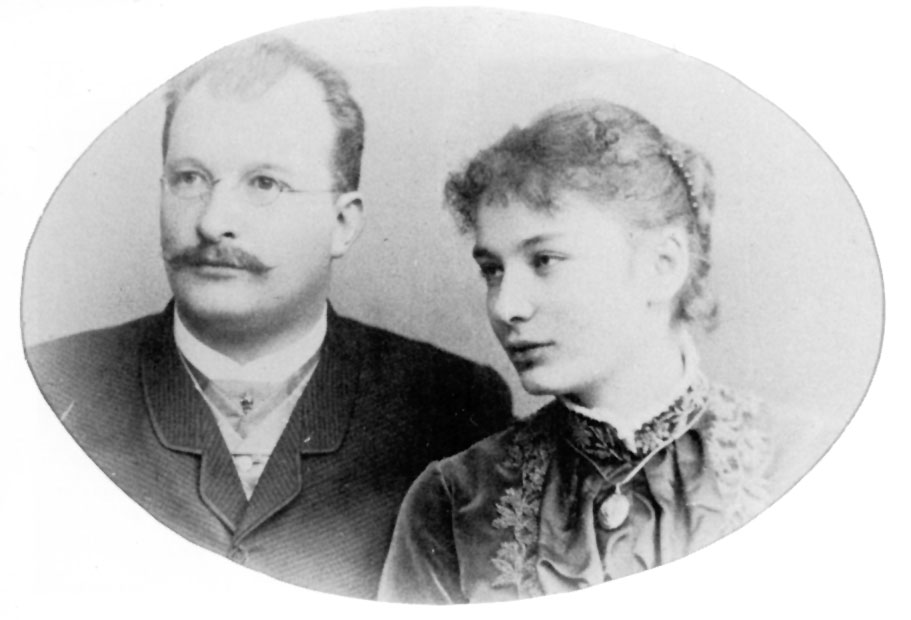
Ehepaar Plöhn im Jahr 1881

16-jährig heiratete Klara Beibler 1881 den Fabrikanten Richard Plöhn. Mit ihm und der in den Haushalt aufgenommenen verwitweten Mutter zog sie erst nach Leipzig, später nach Radebeul. Um 1890 lernte das Ehepaar Plöhn das Ehepaar May kennen, mit dem sie bald eine enge Freundschaft verband.

„Wir beiden Familien lebten zusammen, als ob es nur eine einzige sei. Wir sagten du und du. Wir nannten uns Bruder und Schwester. Andere Leute wußten es gar nicht anders, als daß die beiden Frauen wirkliche Schwestern seien.“

Am 14. Februar 1901 starb Richard Plöhn nach langer Krankheit und Klara schloss sich dem Ehepaar May noch enger an. Sie übernahm Schreibarbeiten für den Schriftsteller und begleitete das Paar auch auf Reisen. Sie führte ausführliche Reisetagebücher und dokumentierte die besuchten Orte durch zahlreiche Fotografien, die sie mit ihrem umfangreichen Equipment machte.
Ihre Rolle bei der zunehmenden Entfremdung zwischen den Eheleuten, die am 4. März 1903 geschieden wurden, ist unklar.

### Ehe mit Karl May

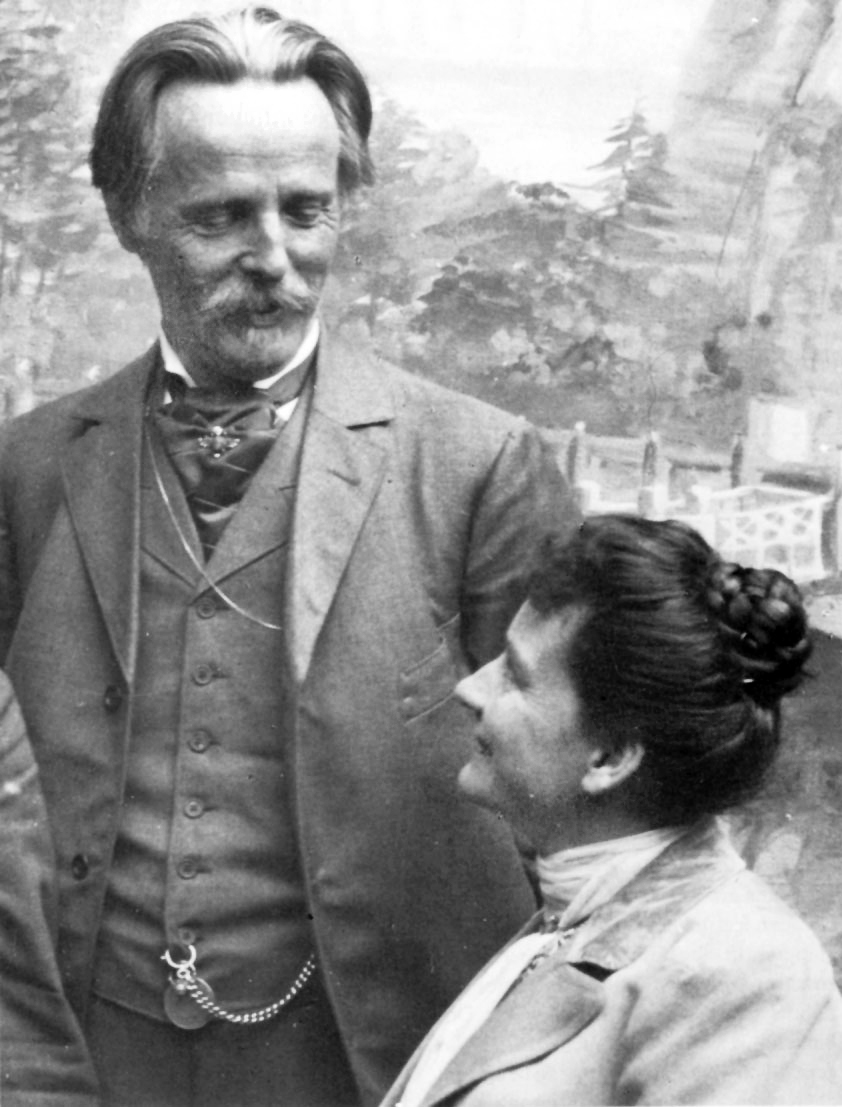
Ehepaar May im Jahr 1904

Am 30. März 1903 heirateten Karl May und Klara Plöhn standesamtlich. Die kirchliche Trauung wurde am nächsten Tag in der Lutherkirche Radebeul vollzogen. Klara May übernahm eine (ambivalente) Vermittlerrolle zwischen Emma und Karl May, da deren Scheidungsfall die Aufmerksamkeit der Presse erregt hatte und die psychisch instabile Emma Pollmer geschiedene May mit der Situation überfordert war.
Klaras Mutter starb am 27. Juni 1909 in Radebeul. Sie wurde – wie auch Richard Plöhn zuvor – im Familiengrab auf dem Radebeuler Friedhof beigesetzt.
Klara May begleitete ihren Mann häufig auf Vortrags- und Lesereisen, 1908 auf die Nordamerikareise und auf seiner letzten Reise im März 1912 nach Wien.
Karl May verstarb am 30. März 1912, an ihrem neunten Hochzeitstag, in Radebeul und wurde am 3. April 1912 im Familiengrab beigesetzt.

### Nach Karl Mays Tod

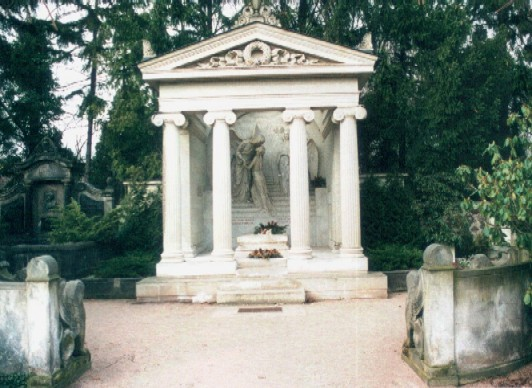
Grabmal für Karl und Klara May auf dem Friedhof Radebeul-Ost

Nach Karl Mays Tod am 30. März 1912 gründete Klara May am 1. Juli 1913 zusammen mit Friedrich Ernst Fehsenfeld und Euchar Albrecht Schmid den Karl-May-Verlag. Darüber hinaus war sie Gesellschafterin der Filmgesellschaft Ustad-Film, Dr. Droop & Co. der Produzentin Marie Luise Droop, die 1920 drei May-Stummfilme produzierte (Auf den Trümmern des Paradieses, Die Todeskarawane und Die Teufelsanbeter). Kommanditist der Gesellschaft war der Oberlößnitzer Naturheilkundler Friedrich Eduard Bilz, dessen Familie mit der Familie May befreundet war.
Mitte der 1920er Jahre trat der Artist Patty Frank an Klara May heran, um ihr zusätzlich zu Mays Sammlung seine Indianersammlung im Gegenzug für lebenslanges Wohnrecht anzubieten. Klara May ließ 1926 als Bauherrin durch den einheimischen Architekten Max Czopka im Garten ihres Wohnhauses Villa Shatterhand das Blockhaus namens Villa Bärenfett errichten, in dem Frank künftig wohnte. Im Jahr 1928 wurde May, zusammen mit Patty Frank, Mitbegründerin des ebenfalls in der Villa Bärenfett untergebrachten Karl-May-Museums und des Indianermuseums sowie bis kurz vor seinem Tod dessen Kurator. Drei Jahrzehnte lang erklärte Patty Frank dort Leben und Gebräuche der Indianer und prägte damit das Indianerbild im deutschen Sprachraum mit.
Klara Mays Bemühungen um das Erbe ihres Mannes waren problematisch: Ihr war eher an Hagiographie als an sachlicher Aufklärung gelegen. Sie versuchte, so viele Materialien wie möglich zu beseitigen, die ein schlechtes Licht auf den Verstorbenen warfen. Sie erwirkte 1922 eine Vernichtung der Mittweidaer Strafakten und verärgerte damit Euchar A. Schmid, der für eine offene Darlegung der Verstrickungen Mays war. Sie verbreitete in zahlreichen Veröffentlichungen anfechtbare Informationen, die in ihrer Tendenz an die überwunden geglaubte Old-Shatterhand-Legende erinnerten. So berichtete sie in einem Rückblick auf ihre Amerikareisen, May sei nachweislich in einer großen Anzahl Indianermundarten bewandert gewesen, habe auch während der Orientreise 1899/1900 „nie einen Dolmetscher gebraucht“ und sich den Strapazen dieser und der späteren Amerikareise derart gewachsen gezeigt, dass Jüngere nur staunen und in ihm immer noch den versierten Globetrotter von einst erkennen konnten. Die Fotografien von diesen Reisen vermittelten aber ganz andere Eindrücke.
Über ihre große USA-Reise von 1934 berichtete Klara May in rund zwei Dutzend Reisebriefen. Sie wurden in einer Dresdner Tageszeitung mit der Überschrift Unter dem Hakenkreuz um die Welt veröffentlicht. Klara May trat zum 1. Mai 1937 der NSDAP bei (Mitgliedsnummer 3.805.279); sie war befreundet mit Angela Hammitzsch, geb. Hitler, verw. Raubal, der Halbschwester Adolf Hitlers, und am 29. Juli 1933 wurde sie auf einem Empfang von Winifred Wagner in Bayreuth Hitler persönlich vorgestellt. In einem unveröffentlicht gebliebenen Aufsatz sprach sie anschließend von „dem Größten der uns jetzt lebenden Großen (...). Es waren heilige Minuten. Ein Gottgesandter hatte meinen Lebenskreis berührt (...). Meine Gedanken gingen zurück zu Karl May, der sein ganzes Leben wie ein Wegbereiter für diese Hitlerzeit war.“
Um den Verstorbenen in dieser Rolle deutlicher zu konturieren, entwickelte Klara May einige konkrete Pläne. 1938 schlug sie Euchar A. Schmid vor, den Roman Und Friede auf Erden im nationalsozialistischen Geiste zu bearbeiten: Man könnte „den Führer als idealen Friedensverkörperer berühren“ und das am Ende des Romans aufleuchtende Kreuz „umformen in eine Sonne, die durch die Zinnen gebildet wird zum Sonnenrad, in dem das Kreuz schimmert und sich zum Hakenkreuz formt“. Schmid wies dieses Ansinnen zurück. 
1942 jährte sich Karl Mays Geburtstag zum hundertsten Mal, und die Möglichkeit einer Gedenkfeier an seinem Grab zeichnete sich ab. Als hinderlich erwies sich der Umstand, dass neben May dort auch Klaras Mutter, Wilhelmine Beibler, und ihr erster Mann, Richard Plöhn, beigesetzt waren, denn Plöhn war „Halbjude“. Klara beantragte nach einigen Gesprächen, „meinen ersten Mann Richard Alexander Plöhn, dessen Mutter Jüdin war, aus der mit meinem zweiten Mann Karl May belegten Gruft herausnehmen zu dürfen, da sonst die 100Jahrfeier, die von der Partei veranlaßt werden soll, nicht stattfinden könnte, was ich bedauern müßte“. In diesem Fall war ihr ein Teilerfolg beschieden: Zwar kam es nicht zur Feier am Grab, aber einige Wochen nach dem Gedenktag, am 28. April 1942, wurden die Särge Plöhns und Beiblers aus dem Grab entfernt und zur Einäscherung nach Dresden-Tolkewitz überführt.
Nach Klara Mays Tod am 31. Dezember 1944 erfolgte die Beisetzung am 6. Januar 1945. Sie wurde neben ihrem Ehemann Karl May auf dem Friedhof Radebeul-Ost beerdigt.

## Werk (Auszug)
- Bunte Bilder aus Karl Mays Leben. In: Rudolf Beissel, Fritz Barthel (Hrsg.): Karl-May-Jahrbuch 1918. Schlesische Buchdruckerei, Kunst und Verlagsanstalt von S. Schottländer, Breslau 1918.
- Old Shatterhand und Buffalo Bill. In: Rudolf Beissel, Fritz Barthel (Hrsg.): Karl-May-Jahrbuch 1918. Schlesische Buchdruckerei, Kunst und Verlagsanstalt von S. Schottländer, Breslau 1918.
- Omar Hassan. In: Rudolf Beissel, Fritz Barthel (Hrsg.): Karl-May-Jahrbuch 1919. Schlesische Buchdruckerei, Kunst und Verlagsanstalt von S. Schottländer, Breslau 1918.
- Das Geburtshaus meines Mannes. In: Rudolf Beissel, Fritz Barthel (Hrsg.): Karl-May-Jahrbuch 1919. Schlesische Buchdruckerei, Kunst und Verlagsanstalt von S. Schottländer, Breslau 1918.
- Winnetous Testament. In: Rudolf Beissel, Fritz Barthel (Hrsg.): Karl-May-Jahrbuch 1920. Karl-May-Verlag, Radebeul 1919.
- Marah Durimeh. Wie hätte Karl May die Fortsetzung von 'Jenseits' und 'Ardistan und Dschinnistan' gestaltet? In: Max Finke, Euchar Albrecht Schmid (Hrsg.): Karl-May-Jahrbuch 1921. Karl-May-Verlag, Radebeul 1920.
- In den Ruinen von Baalbek und Palmyra. In: Max Finke, Euchar Albrecht Schmid (Hrsg.): Karl-May-Jahrbuch 1922. Karl-May-Verlag, Radebeul 1921.
- In Konstantinopel. In: Max Finke, Euchar Albrecht Schmid (Hrsg.): Karl-May-Jahrbuch 1923. Karl-May-Verlag, Radebeul 1922.
- Am Grabe Beecher-Stowes. In: Max Finke, Euchar Albrecht Schmid (Hrsg.): Karl-May-Jahrbuch 1924. Karl-May-Verlag, Radebeul 1924.
- Die Niagara-Fälle. In: Ludwig Gurlitt, Euchar Albrecht Schmid (Hrsg.): Karl-May-Jahrbuch 1925. Karl-May-Verlag, Radebeul 1924.
- Rosen aus dem Süden. In: Ludwig Gurlitt, Euchar Albrecht Schmid (Hrsg.): Karl-May-Jahrbuch 1926. Karl-May-Verlag, Radebeul 1926.
- Sklaverei im Orient. In: Ludwig Gurlitt, Euchar Albrecht Schmid (Hrsg.): Karl-May-Jahrbuch 1927. Karl-May-Verlag, Radebeul 1927.
- Ein Besuch im Harem. In: Ludwig Gurlitt, Euchar Albrecht Schmid (Hrsg.): Karl-May-Jahrbuch 1928. Karl-May-Verlag, Radebeul 1928.
- El Kahira. In: Ludwig Gurlitt, Euchar Albrecht Schmid (Hrsg.): Karl-May-Jahrbuch 1929. Karl-May-Verlag, Radebeul 1929.
- Der Weißbrot-Araber. In: Ludwig Gurlitt, Euchar Albrecht Schmid (Hrsg.): Karl-May-Jahrbuch 1930. Karl-May-Verlag, Radebeul 1930.
- Ägyptens Königsgräber. In: Ludwig Gurlitt, Euchar Albrecht Schmid (Hrsg.): Karl-May-Jahrbuch 1931. Karl-May-Verlag, Radebeul.
- Karl Mays Hund Cherry. In: Konrad Günther, Euchar Albrecht Schmid (Hrsg.): Karl-May-Jahrbuch 1932. Karl-May-Verlag, Radebeul 1932.
- Karl May zwischen Morgen und Abend. In: Konrad Günther, Euchar Albrecht Schmid (Hrsg.): Karl-May-Jahrbuch 1933. Karl-May-Verlag, Radebeul 1933.
- Das Schwefelbad Grünthal. In: Wolfgang Hermesmeier, Stefan Schmatz (Hrsg.): Karl-May-Jahrbuch 1934. Karl-May-Verlag, Bamberg 2008.

## Auszeichnungen
Seit 2000 gibt es in Radebeul einen Klara-May-Weg.